# Matteo Meschiari
Matteo Meschiari (Modena, 28 novembre 1968) è un saggista italiano, rappresentante della tendenza degli anni 20 del XXI secolo dell'antropologia ad esprimersi attraverso la narrativa. Con il romanzo Artico nero ha introdotto in Italia il genere della "antropofiction".

## Biografia
Professore associato all'Università di Palermo, dal 2015 insegna Geografia e Antropologia della comunicazione. Precedentemente è stato ricercatore in Beni Demoetnoantropologici ed è stato docente di Antropologia culturale e Antropologia del paesaggio. Ha inoltre insegnato in Francia nelle università di Digione, Lione, Avignone e Lille.

### Ricerca
Dal 1990 svolge ricerche sul paesaggio in arte, letteratura, etnologia e geografia. 
In ambito antropologico e geografico si occupa più in generale di dinamiche spaziali, svolge ricerche sull'immaginario americano, con particolare riferimento alla Wilderness e ai processi di domesticazione spaziale, studia i modelli abitativi dalla preistoria all'epoca attuale e analizza le dinamiche tra il ruedo e il pubblico nella corrida.
Dal 2008 al 2012 ha fatto parte del workgroup di ricerca Paleolithic Continuity Paradigm for the Origins of Indo-European Languages diretto da Mario Alinei.

### Ambiti artistici e letterari
Nel 2019 il suo romanzo L'ora del mondo è stato selezionato fra i dodici finalisti del "Libro dell'anno" della piccola e media editoria scelti  dalla trasmissione radiofonica Fahrenheit di Rai Radio 3.

## Opere

### Saggistica
- Sistemi selvaggi. Antropologia del paesaggio scritto, Palermo, Sellerio, 2008.
- Dino Campana. Formazione del paesaggio, Napoli, Liguori, 2008.
- Terra sapiens. Antropologie del paesaggio, Palermo, Sellerio, 2010.
- Nati dalle colline. Percorsi di etnoecologia, Napoli, Liguori, 2010.
- Spazi Uniti d'America. Etnografia di un immaginario, Macerata, Quodlibet, 2012.
- Terre Animali Uomini. Cosmografie di Gino Covili, Pavullo, Coviliarte 2012.
- Uccidere spazi. Microanalisi della corrida, Macerata, Quodlibet, 2013[11]
- Less is Home. Antropologie dello spazio domestico, Bologna, Compositori, 2014.
- Geofanie. La Terra postmoderna, Roma, Aracne, 2015.
- Artico Nero. La lunga notte dei popoli dei ghiacci, Roma, Exòrma, 2016 [12]
- Geoanarchia. Appunti di resistenza ecologica, Roma, Armillaria 2017.
- Disabitare. Antropologie dello spazio domestico, [13], Milano, Meltemi, 2018.
- Bambini. Un manifesto politico, Roma, Armillaria, 2018.
- Nelle terre esterne. Geografie, paesaggi, scritture, Modena, Mucchi, 2018.
- Paleodesign. Sopravvivenza delle cose, con Maurizio Corrado, Milano, Milieu, 2019.
- La grande estinzione. Immaginare ai tempi del collasso, Roma, Armillaria, 2019.
- Neogeografia. Per un nuovo immaginario terrestre, Milano, Milieu, 2019[14].
- Antropocene fantastico. Scrivere un altro mondo, Roma, Armillaria, 2020.
- Landness. Una storia geoanarchica, Meltemi, 2022 [15].

### Narrativa
- I fogli e il sentiero. Abbozzi di un viandante in Appennino, con Francesco Benozzo, Ballestri,  1994.
- Tre montagne, Saluzzo, Fusta editore, 2015.
- Neghentopia, Roma, Exòrma, 2016.
- L'ora del mondo, Matelica, Hacca, 2019[16]
- Imperium, con Antonio Vena, Modena, Zona42, 2020.
- Tina. Storie della grande estinzione, Perugia, Aguaplano, 2020.

### Poesia
- Poetica del terreno, Modena, Anemone Vernalis, 1999.
- Bláserk, Firenze, Gazebo, 2003.
- Appenninica, Salerno, Oèdipus, 2017. [17]
- Finisterre, Introduzione di Laura Pugno, [18]Torino, Aragno, 2019.
- C’era la taiga c’era un incendio, con Rocco Lombardi, Modena, #logosedizioni, 2022 [19]